# Sandra Studer
Sandra Studer (Zurique, 10 de fevereiro de 1969) é uma apresentadora de televisão e cantora suíça. Na cena musical era conhecida pelo nome artístico de Sandra Simó. Representou a Suíça no Festival Eurovisão da Canção de 1991 com a canção intitulada «Canzone per te». Foi uma das três apresentadoras do Festival Eurovisão da Canção de 2025 em Basileia.

## Biografia
Sandra Studer nasceu em Zurique, filha de pai suíço e mãe espanhola, e cresceu em Zollikerberg, na comuna de Zollikon.
Em 1990, participou na seleção suíça para o Festival Eurovisão da Canção desse ano com a música «Lo so», mas ficou em último lugar. No ano seguinte, sob o nome artístico de Sandra Simó, voltou a participar no concurso com a canção «Canzone per te», vencendo desta vez. Este facto permitiu-lhe representar a Suíça no Festival Eurovisão da Canção de 1991, realizado em Roma, onde ficou em 5.º lugar com 118 pontos. Este êxito marcou o início da sua carreira no mundo do espetáculo.
Mais tarde, Sandra orientou a sua carreira para a televisão, tornando-se uma apresentadora de sucesso com programas como Takito, Traumziel e Country Roads. Foi também várias vezes comentadora em língua alemã do Festival Eurovisão da Canção na SRG SSR. Em 1999, co-apresentou a seleção alemã para o concurso da Eurovisão com Axel Bulthaupt. De 2002 a 2012, foi a anfitriã da gala anual SwissAward, tendo também participado em numerosos programas musicais nos países de língua alemã. Em 2021, na versão suíço-alemã do espetáculo The Masked Singer, ficou em 2.º lugar disfarçada de pavão.
A 20 de janeiro de 2025, Sandra Studer foi anunciada como uma das apresentadoras do Festival Eurovisão da Canção de 2025 em Basileia, juntamente com Hazel Brugger e Michelle Hunziker.

## Vida privada
Em 1997, casou-se com o advogado Luka Müller com quem teve quatro filhos. Vive em Meilen, no cantão de Zurique. Para além da sua língua materna, o alemão, é fluente em inglês, francês e espanhol.